# Gino Piva
Gino Piva (Milano, 9 aprile 1873 – Vetrego, 30 agosto 1946) è stato un sindacalista, politico, giornalista e poeta italiano.

## Biografia

### La famiglia
Gino Piva nasce a Milano, dove il padre nominale, Domenico Piva (Rovigo, 2 dicembre 1826 - Rovigo, 5 luglio 1905), attivo durante i moti rivoluzionari del 1848 e volontario garibaldino nel 1859 e 1860, in quel periodo era diventato generale di brigata, di stanza proprio nel capoluogo lombardo.
La madre era Carolina Cristofori (Mantova, 24 dicembre 1837 – Bologna, 25 febbraio 1881), figlia del medico e letterato Andrea Cristofori. Il figlio la definisce una grande idealista, di temperamento esuberante, singolarmente colta, che nel salotto milanese della contessa Maffei nel 1871 si era accesa al nome di Giosuè Carducci, allora scarsamente noto.
Per Giosuè Carducci, padre effettivo di Gino, Carolina era: la Lidia, l'amore, l'amante, la gioia, il tormento. Per lei scrisse le Primavere elleniche ed alcune Odi barbare e suggerì l'epigrafe per la sua tomba al Cimitero della Certosa di Bologna.
Domenico Piva ritornò a vivere stabilmente a Rovigo dopo la morte della moglie perché era stato chiamato dal partito conservatore. Con lui si trasferirono anche i figli Edoardo (nato a Palermo 1868), Abele (nato a Mantova 1869), Gino, Vittorio (nato a Belgirate Como, 1875). Fu uno degli organizzatori del Fascio dei lavoratori di Venezia) e Lidia (nata a Rovigo nel 1877). Un altro figlio, di nome Guido (nato a Trapani nel 1864) era morto dopo una grave malattia nel 1880. In suo onore il Carducci compose un'ode.
Gino Piva iniziò le scuole a Bologna ma completò le elementari a Rovigo. Nel 1884 si iscrisse al Liceo Ginnasio Celio a Rovigo. Non brillò nello studio e un anno venne bocciato.

### Sindacalista e socialista
Dal carteggio di Lydia Piva con l'amatissimo fratello apprendiamo che all'inizio degli anni Novanta avvenne la sua maturazione politica.
Sull'esempio del fratello Vittorio Piva e della stessa Lydia anche Gino abbracciò gli ideali del socialismo, abbandonando precocemente la carriera militare.
Nel 1893 nasce l'organizzazione del Partito Socialista Italiano (PSI) nel Polesine. Padri del socialismo polesano furono Nicola Badaloni e Vittorio Gottardi.
Piva partecipò giovanissimo alla trasformazione del circolo da radicale a socialista prima a Trecenta, poi a Massa Superiore, l'attuale Castelmassa, e a Ceneselli.
Fu talmente entusiasta come organizzatore politico e sindacale che il primo sciopero del 1894 rimase memorabile tra i braccianti del Polesine da essere ricordato in un canto popolare del tempo:
Evviva Gino Piva / che col suo bel parlare / tutta la provincia / ha fatto ribellare .
Per la sua attività politica e sindacale subì diversi processi e una sentenza giudiziaria gli costò, nel 1899, diversi mesi di carcere.
Dopo aver già pubblicato un articolo nel 1890 sulla Gazzetta del Popolo della Domenica nel 1900 fece la prima vera prova come giornalista iniziando come collaboratore del foglio socialista rodigino La Lotta firmandosi con lo pseudonimo Remengo (vagabondo, errante). Nello stesso anno fu eletto segretario della federazione polesana del PSI e direttore della Lotta, assumendo una funzione di rilievo, seconda soltanto a quella di Nicola Badaloni.
L'attività politica e giornalistica nel PSI lo portò nel 1903 a risiedere a Alessandria (diresse l'Idea nuova), a Cesena e a Ravenna (Segretario Federazione PSI e direttore della Parola dei socialisti).
Aveva nel frattempo maturato una posizione riformistica e gradualistica, tanto che nel 1904 prenderà posizione contro lo sciopero generale, condannando il sindacalismo rivoluzionario che gli appariva come la negazione del socialismo.

### Socialista e nazionalista
Il soggiorno (1903) a, Trieste e Pola, soggette in quel momento all'impero austriaco, dove diresse il settimanale socialista polese Il proletario e Terra d'Istria indusse Piva a riflettere sull'importanza della questione nazionale e dell'identità delle popolazioni italiane della Venezia Giulia e dell'Istria, minacciate a suo avviso da una parte dagli slavi, una popolazione primitiva destinata a restare tale nonostante la propaganda socialista e dall'altra dal teutonismo pangermanico, un vero e proprio colosso di stampo medioevale.
Le sue posizioni contrastavano con la visione dell'internazionalismo democratico e proletario della maggioranza dei socialisti. Secondo lui si trattava di prendere coscienza degli aspetti etnico-nazionali per quei territori come un dato strutturale che operava attivamente nella società e che quindi era necessaria la difesa della lingua, delle tradizioni, dei costumi degli italiani e la ricongiunzione alla penisola italiana, sia pure al rischio di una guerra.
Le sue posizioni furono sgradite ai socialisti di Pola tanto che nel 1905 dovette lasciare la direzione della Terra d'Istria e rientrare nel Regno d'Italia (1861-1946).
Dal 1907 al 1910 fu a Torino come redattore capo del foglio socialista Il Grido del Popolo.
Nel 1908 appoggiò, con un articolo, gli studenti italiani che avevano manifestato a Vienna per ottenere l'istituzione di una propria Università e accusò il Governo Italiano di debolezza con l'Austria perché era un diritto degli italiani di pensare ad uno studio proprio.
Le posizioni di Piva generarono molte critiche all'interno del PSI. Il foglio socialista la Pace di Genova lo accusò di odio di razza. Al congresso socialista di Milano (1910) si scontrò, su posizioni dei riformisti di destra, con Costantino Lazzari che lui accusava di essere un rivoluzionario di "carta pesta" che dileggiava a torto quell'Italia per la quale tante persone nel secolo XIX avevano dato la loro vita.
Nel 1911 si pronunciò a favore dell'impresa (e non guerra!) di Libia, dove secondo lui l'Italia andava a sostituire con un dominio di civiltà uno stato di barbarie. Sostenne inoltre, pur riprovando l'esaltazione di Luigi Barzini per la guerra e il valore del soldato italiano, che il nazionalismo non doveva essere scomunicato ma compreso in quanto fenomeno di un paese giovane e di una borghesia in formazione che sentono la necessità dell'espansione coloniale.
Dopo aver lasciato Torino e Il Grido del Popolo alla fine del 1910 proseguì come collaboratore di giornali socialisti e democratici.

### Socialismo Riformista e patriottismo
Nel luglio del 1912, al XIII congresso nazionale del PSI, aderendo alla corrente dei riformisti di Leonida Bissolati ne seguì le sorti nell'espulsione e la nascita al Partito Socialista Riformista Italiano.
Significativa è la sua concezione del socialismo:
(Pertanto) il Socialismo non è rivoluzionario né riformista; è quello che il suo tempo lo fa (...)
 Il Socialismo (pertanto) non può avere apriorismi: esso deve operare come può nell'ambiente in cui vive. (...)»
(Gino Piva, “la Luce” per la campagna elettorale a Carpi a favore di Alfredo Bertesi.)

### Interventista e corrispondente di guerra
Dalla metà del 1914 alla conclusione del conflitto (4 novembre 1918) è corrispondente di guerra dal Veneto de Il Resto del Carlino di Bologna al quale invia 380 articoli.
Dopo l'inizio della guerra e nei mesi di neutralità dell'Italia, Piva coerentemente alle sue idee si schierò fra gli interventisti democratici. Nella difficile ricerca di una conciliazione fra patria e socialismo abbandonò definitivamente durante il conflitto l'internazionalismo proletario con un crescendo all'irredentismo e ai valori nazionali del Risorgimento.
Le idealità socialiste si attenuarono fino ad arrivare a collaborare, con qualche articolo nel 1916 con il nuovo giornale di Mussolini, Il Popolo d'Italia, lanciando frecciate agli ex compagni socialisti neutralisti.
Il 25 luglio 1919 il Capo di Stato Maggiore Armando Diaz concede a Gino Piva la Croce al Merito di guerra per l'attività di corrispondente di guerra.

### Giornalista e poeta
Finita la grande guerra Piva si andò gradualmente estraniando dalla vita politica italiana. Non partecipò agli avvenimenti del biennio rosso e quelli che portarono al potere del fascismo e al suo consolidamento.
Non prese mai la tessera del Partito Nazionale Fascista – PNF e nei riguardi del regime fu indifferente tanto che sul finire del 1925 fu oggetto anche di una aggressione fascista; continuò la sua attività di giornalista e di poeta. Nel 1927 si iscrisse al Sindacato Fascista dei giornalisti. Si dedicò sul versante letterario e culturale intervallando la pubblicazione di saggi storici, di romanzi e poesie, con un crescente ripiegamento nostalgico sul Polesine e le sue amate genti.

#### Giornalista a Venezia
Dal 1923 al 1935 si stabilì a Venezia e scrisse per Il Gazzettino e il Nuovo Giornale; diventò corrispondente dal Veneto per Il Giornale d'Italia,  Il Giornale di Roma, Il Corriere Padano di Ferrara e rimase come redattore distaccato del Resto del Carlino. In questi anni collabora saltuariamente per diverse testate nazionali come La Stampa, Il Mattino, Il Giornale di Genova.
Nel 1931 fu nominato: socio effettivo dell'Ateneo Veneto (istituto storico-letterario di Venezia) e socio corrispondente dell'Accademia dei Concordi di Rovigo.

#### Poeta e Socialista a Vetrego di Mirano
Dal 1935 risiedette stabilmente a Vetrego, frazione di Mirano, in una vecchia casa padronale..
Anche se apparentemente i rapporti con il regime fascista sembravano buoni, di fatto Piva venne costantemente vigilato dalla polizia fascista. Da un rapporto della polizia alla Prefettura del 1938 risulta che Piva Gino, comunista dichiarato (…) serba regolare condotta pur non avendo dato prova di ravvedimento. Il documento lo classificava come comunista ma le ricerche storiche non confermano che fosse stato iscritto al Partito Comunista Italiano. Di certo ci sono testimonianze dei vetreghesi e dei miranesi che ricordano Piva, in modo particolare dopo l'8 settembre 1943, per il suo ritrovato ardore socialista. A conferma di ciò la sezione del PSIUP di Mirano, nel giugno 1945, lo invita, con una lettera, ad iscriversi al partito, riconoscendogli, con l'affetto di chi lo aveva frequentato, lo spirito patriottico, il passato glorioso, le persecuzioni sofferte durante i lunghi anni di orrore fascista. La tua presenza deve essere il cuore e il cervello di questa nostra sezione. Tu devi rappresentare i nostri perseguitati politici, la nostra Fede, i nostri Caduti che in numero rilevante onorano il nostro piccolo Cimitero.
Anche se non è documentabile l'iscrizione al PSIUP sono documentabili i rapporti amichevoli con gli esponenti della Sezione di Mirano e quella di Dolo che lo invitarono a tenere delle conferenze.
Nel 1946 Aldo Parini gli scrive che, se vuole, può collaborare con l'Avanti!, organo del Partito Socialista Italiano, ma Piva, ormai vecchio, non inviò nessun articolo.
Visse appartato, ricevendo molta posta da parte della figlia Egle e dei tanti amici giornalisti e letterati. Gli abitanti della piccola frazione di Vetrego lo ricordano con rispettoso affetto. Gli eredi della sua governante in occasione della ristrutturazione dell'edificio hanno posto la seguente lapide..
Così, dopo una vita avventurosa, di straordinaria passione civile, Piva morì a Vetrego a 73 anni, il 30 agosto 1946, avendo la sola compagnia della governante, la signora Maria Mistron. La salma fu successivamente sepolta nel cimitero di Rovigo.

### La vita affettiva
La vita affettiva di Gino Piva è stata molto complessa e per certi versi burrascosa.
Il 24 maggio 1898 si sposa a Roma con la ventitreenne Maria Edvige Caimmi, originaria di Falconara Marittima.
Nel 1903, a Cesena, conosce Oda Montanari, militante socialista, moglie di Giuseppe Leoni Montini. Questo incontro segnò la vita di entrambi abbandonando i rispettivi consorti. La popolarità di Gino Piva era così diffusa che si interessò, di quello che era denunciato come uno scandalo, non solo la stampa locale ma anche quella nazionale (esempio: il Corriere della Sera, il Gazzettino, Avanti!).
L'unione affettiva e politica con Oda (o Ada) Montanari durò fino all'inizio dello scoppio della prima guerra mondiale. L'amore di Oda Montanari non verrà mai meno e si trasformerà dal 1922 in una lunga amicizia che manifesterà con lettere e cartoline fino alla morte di lui.
Tra il 1917 e il 1919 è documentata una sua relazione con una giovane diciannovenne mantovana di nome Silvia.
Alla fine della guerra ebbe una figlia (Egle) da una signora friulana.

## Attività giornalistica e pubblicistica di Piva
L'attività giornalistica e pubblicistica di Gino Piva è stata imponente e lunga.
Di seguito sono riassunte, in un elenco (probabilmente non del tutto esaustivo), le testate con le quali ha lavorato, le città dove venivano stampate, i periodi e le sue qualifiche.
Ai soli fini della tabella è stata posta una sigla dopo il nome del periodico per indicare:
- PSI = periodici storici del Partito Socialista Italiano
- PNF = periodici del Partito Nazionale Fascista
- RL= periodici Letterario (racconti e poesie)
- RP = Riviste Politica
- RPL = Riviste di Politica e Letteraria
- NC = politicamente Non Classificabili

| Giornale e/o Periodico                     | Città          | Periodo     | Qualifica                                                             |
| ------------------------------------------ | -------------- | ----------- | --------------------------------------------------------------------- |
| Gazzetta del Popolo della Domenica (NC)    | Torino         | 1890        | Collaboratore                                                         |
| La Lotta (PSI)                             | Adria - Rovigo | 1900 - 1907 | Collaboratore - Direttore                                             |
| Idea nuova (PSI)                           | Alessandria    | 1902        | Direttore                                                             |
| Avanti! (PSI)                              | Milano         | 1902 - 1912 | Collaboratore, corrispondente.                                        |
| La Parola dei Socialisti (PSI)             | Ravenna        | 1902-1904   | Direttore.                                                            |
| Il Lavoratore (PSI)                        | Trieste        | 1903        | Direttore                                                             |
| Il Proletario (PSI)                        | Pola           | 1903 - 1904 | Direttore                                                             |
| Il Tempo (PSI)                             | Milano         | 1904-1914   | Collaboratore                                                         |
| La terra d'Istria (ex il Proletario) (PSI) | Pola           | 1904-1906   | Direttore                                                             |
| Il Campo (Lett)                            | Torino         | 1905        | Collaboratore                                                         |
| Il Giornaletto (di Pola) (PSI)             | Pola           | 1906.       | Direttore                                                             |
| Il Giornaletto (di Venezia) (PSI)          | Venezia        | 1906        | Direttore                                                             |
| L'Eco dell'Adriatico (NC)                  | Pola           | 1906.- 1907 | Redattore capo.                                                       |
| Il Grido del Popolo (PSI)                  | Torino         | 1907- 1907  | Redattore capo                                                        |
| Il Secolo (NC)                             | Milano         | 1907        | Collaboratore.                                                        |
| L'Adriatico (NC                            | Venezia        | 1907- 1914  | Collaboratore                                                         |
| Liberissima (RP)                           | Roma           | 1910        | Collaboratore.                                                        |
| Il Giornale del Mattino (democratico)      | Bologna        | 1911        | Direttore                                                             |
| Controcorrente (RPL)                       | Bologna        | 1911        | Proprietario – Direttore.                                             |
| Azione Socialista (PSI)                    | Milano (?)     | 1911-1913   | Collaboratore                                                         |
| L'Eco dei lavoratori (PSI)                 | Padova         | 1911- 1913  | giornalista                                                           |
| L'Avvenire (PSI)                           | Belluno        | 1912        | Collaboratore                                                         |
| La Lotta Proletaria (PSI)                  | Rovigo         | 1912.       | Collaboratore                                                         |
| Luce (PSI)                                 | Carpi          | 1913-1914   | Direttore.                                                            |
| Popolo d'Italia (PNF)                      | Milano         | 1916        | Collaboratore.                                                        |
| Resto del Carlino (NC)                     | Bologna        | 1914-1929   | Corrispondente, corrispondente di guerra, addetto al Comando Supremo, |
| Il Gazzettino (NC)                         | Venezia        | 1920-1943   | Collaboratore, Redattore capo a Rovigo nel 1943                       |
| Il Nuovo Giornale (NC)                     | Milano (?)     | 1920        | Corrispondente                                                        |
| Il Giornale di Roma (NC)                   | Roma           | 1923        | Collaboratore                                                         |
| Corriere Padano (NC)                       | Ferrara        | 1923        | Collaboratore                                                         |
| Abbazia degli Illusi (RL)                  | Rovigo         | 1927        | Collaboratore                                                         |
| La Stampa (NC)                             | Torino         | 1929 - 1930 | Collaboratore                                                         |
| Il Giornale di Genova (NC)                 | Genova         | 1929 -1930  | Collaboratore                                                         |
| Il Mattino (NC)                            | Napoli         | 1929 -1930  | Collaboratore                                                         |
| Mater Dei (rivista mariana)                | Rovigo         | 1930        | Collaboratore                                                         |
| Le Panarie (RL Poesie)                     | Udine          | 1931        | Collaboratore                                                         |
| Musa Veneta (RL Poesie dialettali)         | Verona         | 1931        | Collaboratore                                                         |
| L'Illustrazione Italiana (Rivista) (NC)    | Milano         | 1933        | Collaboratore                                                         |
| L'Ambrosiano (Rivista) (NC)                | Milano         | 1931-1943   | Collaboratore                                                         |
| Il Polesine Fascista (PNF)                 | Rovigo         | 1941        | Collaboratore.                                                        |
| Il Popolo del Friuli (PSI)                 | Udine          | 1941-1943   | Direttore dopo l'8 settembre 1943 (sospeso dai tedeschi)              |

## Opere di Gino Piva

### Opere edite
- La gloria e'l pianto – Torino, 1909
- Per le vie d'una quarta Italia – Biella, 1911
- Il carteggio del generale Manfredo Fanti (1838-1865) – Carpi, 1914
- L'aureo tempo di Carpi – Carpi, 1914
- L'arteria ferroviaria detta del Predil nei suoi aspetti regionali, nazionali e transalpini - Venezia, 1923
- Stazione di confine /estratto del “Quaderno”, mensile XLIX, anno V, n. 7, luglio 1926 dell'Istituto federale di Credito Per il Risorgimento delle Venezie) – Venezia, 1926
- Montin, antica locanda veneziana - Venezia, 1927
- Viene la gente nostra… (canzone) – Venezia, 1928
- Un pioniere italiano alla scoperta del Nilo. Giovanni Miani, il leone bianco – Firenze, 1930
- Canti d'Adese e Po, poesie del Polesine - Udine 1931
- Rovigo tra Madonne, visioni e memorie (estratto della rivista Mariana “Mater Dei”, n. 6, 1931) – Venezia, 1931
- Una terra e un redentore, Cona e Cesare De Lotto - Venezia, 1933
- Bi-ba-ri-bò (versi in dialetto palesano) – Rovigo, 1934

### Opere inedite
- Tre figure di una stessa terra (A. Tedeschi, N. Badaloni, A. Mario)
- Anime solitarie
- Storia proletaria tra Adige e il Po
- Canta contadina per i lustrissimi Brogliato e Bentivoglio. Coro ad una voce media. Versi di Gino Piva. Musica di Don Piero Socal.